# Naturhistorisk museum

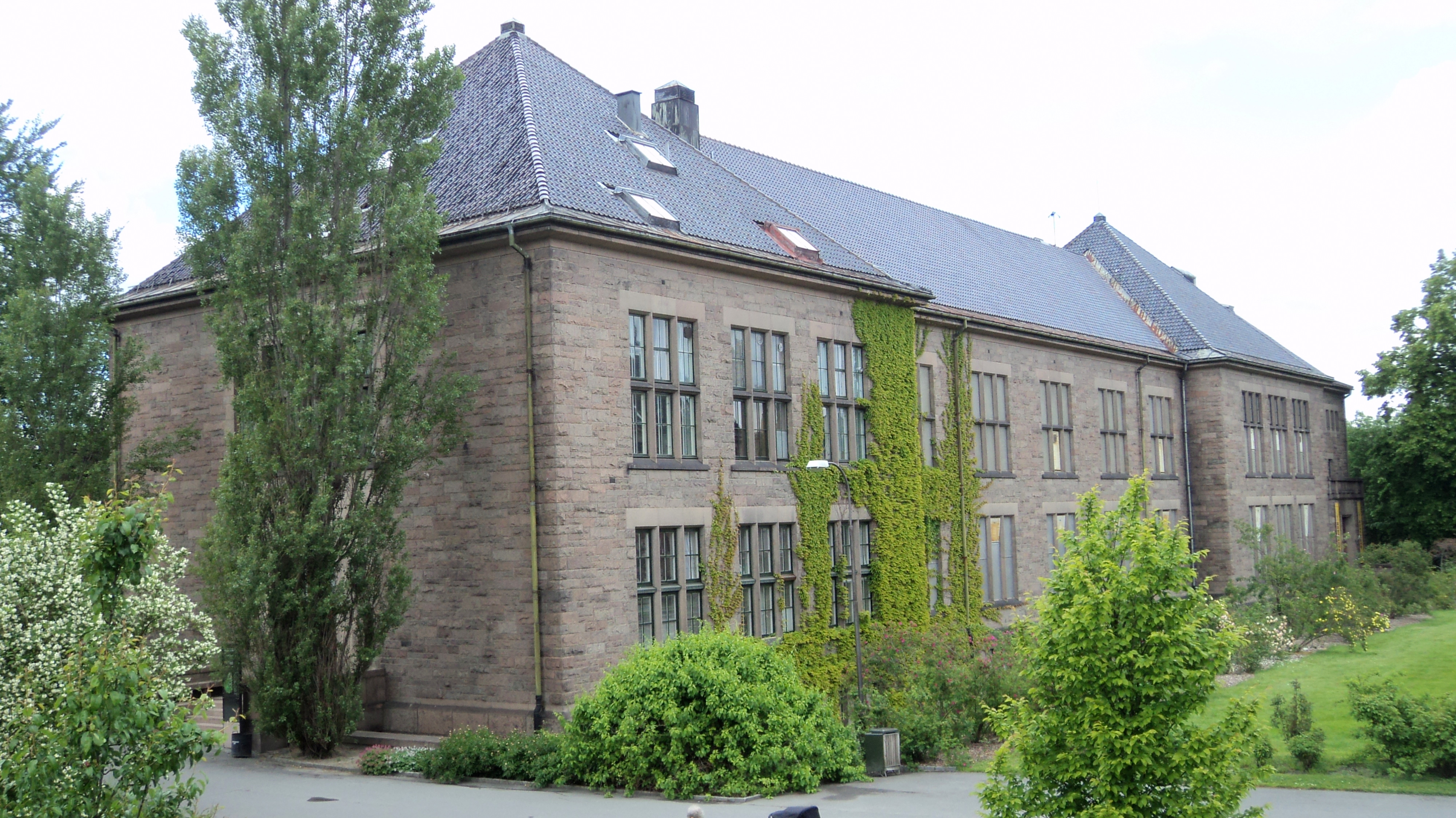
Zoölogisch museum

Het Naturhistorisk museum (afkorting: NHM) is het oudste en grootste museum voor natuurlijke historie in Noorwegen. Het museum bevindt zich in de Noorse hoofdstad Oslo.
Het museum is verbonden aan de universiteit van Oslo. In 1814 werd een aan de universiteit verbonden botanische tuin gesticht in Tøyen. Ongeveer honderd jaar later werden aan de tuinen musea voor zoölogie, botanie en geologie toegevoegd, omdat de campus in het centrum van Oslo te klein werd voor de collecties. Bekende medewerkers van het museum waren Waldemar Christopher Brøgger en Nordal Wille. Het grootste deel van de 20e eeuw bleven de collecties verdeeld over vijf verschillende musea, die in 1999 samengevoegd werden. De huidige naam van het museum komt uit 2005.